# Nobody (informatique)
Pour les articles homonymes, voir nobody.
Dans la plupart des variantes d'Unix, nobody (personne en anglais) est le nom conventionnel d'un compte d'utilisateur à qui aucun fichier n'appartient, qui n'est dans aucun groupe qui a des privilèges et dont les seules possibilités sont celles que tous les "autres utilisateurs" ont.
Il est courant de lancer des démons en tant que nobody, spécialement pour des serveurs, de façon à limiter les dommages qui pourrait être occasionnés par un utilisateur malicieux qui aurait réussi à prendre leur contrôle.
Cependant, l'utilité de cette technique est réduite si plus d'un démon est lancé de cette manière, parce que prendre le contrôle d'un démon reviendrait à prendre le contrôle de tous les démons. La raison est que les processus appartenant à nobody ont la possibilité de s'envoyer des signaux et même (sur GNU/Linux) d'utiliser ptrace, ce qui veut dire qu'un processus peut lire et écrire dans la mémoire d'un autre processus. Créer un compte pour chaque démon est recommandé par le Linux Standard Base, cela procure une sécurité accrue.
L'équivalent sous Windows est l'utilisateur 'Local System'.